# Galeria Łomianki
Galeria Łomianki – galeria handlowa położona w podwarszawskich Łomiankach przy ulicy Brukowej 25. Zarządcą galerii jest firma Immochan Polska sp. z o.o.

## Opis
Galeria Łomianki została otwarta we wrześniu 2012 roku. Obiekt ma 35 tys. mkw. powierzchni handlowej najmu (GLA), na której znajduje się blisko 100 sklepów, w tym butiki odzieżowe, salony z obuwiem, księgarnie, punkty usługowe, lokale gastronomiczne oraz hipermarket Auchan, a także posiada 1820 miejsc parkingowych, w tym 25 dla osób niepełnosprawnych oraz miejsca rodzinne i dla kobiet w ciąży. Na terenie obiektu znajduje się przestrzeń wypoczynkowa o powierzchni 1150 mkw. z nowoczesnym placem zabaw. Galeria handlowa jest czynna od poniedziałku do soboty w godzinach 9:00 – 21:00, w niedziele od 9:30 do 20:00.